# Anastasija Sawczenko
Anastasija Wasiljewna Sawczenko, ros. Анастасия Васильевна Савченко (ur. 15 listopada 1989 w Omsku) – rosyjska lekkoatletka, tyczkarka.

## Osiągnięcia
| Rok  | Impreza                        | Miejsce  | Lokata            | Wynik |
| ---- | ------------------------------ | -------- | ----------------- | ----- |
| 2007 | Gimnazjada                     | Saloniki | 4. miejsce        | 3,70  |
| 2009 | Młodzieżowe mistrzostwa Europy | Kowno    | 8. miejsce        | 4,15  |
| 2011 | Młodzieżowe mistrzostwa Europy | Ostrawa  | 6. miejsce        | 4,20  |
| 2011 | Uniwersjada                    | Shenzhen | 13. miejsce       | 4,10  |
| 2012 | Halowe mistrzostwa świata      | Stambuł  | 10. miejsce       | 4,45  |
| 2013 | Halowe mistrzostwa Europy      | Göteborg | 5. miejsce        | 4,37  |
| 2013 | Uniwersjada                    | Kazań    | 1. miejsce        | 4,60  |
| 2013 | Mistrzostwa świata             | Moskwa   | 5. miejsce        | 4,65  |
| 2015 | Halowe mistrzostwa Europy      | Praga    | el. – 16. miejsce | 4,30  |

W 2012 reprezentowała Rosję na igrzyskach olimpijskich w Londynie. 26. miejsce w eliminacjach nie dało jej awansu do finału.
Złota medalistka halowych mistrzostw Rosji (2012). Reprezentantka kraju w meczach międzypaństwowych juniorów i kadetów.

## Rekordy życiowe
- Skok o tyczce (stadion) – 4,73 (2013)
- Skok o tyczce (hala) – 4,71 (2013)